# Wilhelm Credner

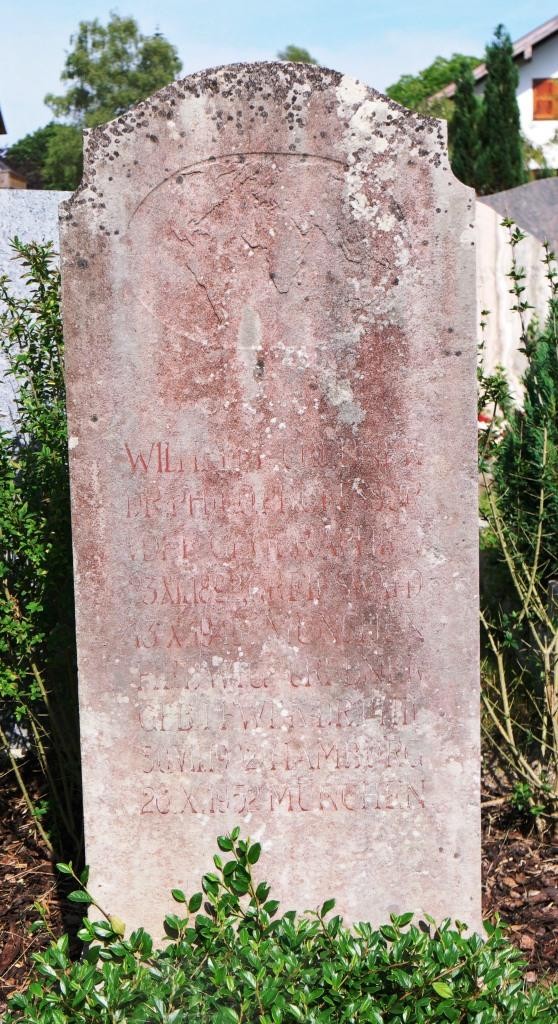
Grab von Wilhelm Credner auf dem Gemeindefriedhof Zell in Schäftlarn

Wilhelm Georg Rudolf Credner (* 23. Dezember 1892 in Greifswald; † 13. Oktober 1948 in München) war ein deutscher Geograph. Er befasste sich hauptsächlich mit der Wirtschaftsgeographie.

## Leben
Wilhelm Credner, Sohn von Rudolf Credner, studierte Geographie an der Universität Greifswald, der Universität Uppsala und der Universität Heidelberg. 1922 wurde er mit einer geomorphologischen Arbeit promoviert und drei Jahre später habilitierte er sich an der Universität Kiel. Anschließend reiste er durch Burma, Siam und Indochina. 
1929 wurde er Professor an der Sun-Yatsen Universität in Kanton/China, wechselte 1931 als außerordentlicher Professor an die Universität Kiel, war ab 1932 Ordinarius an der Technischen Hochschule Münchens und ab 1946 an der staatswirtschaftlichen Fakultät der Universität Münchens. Im Jahr 1936 wurde er zum Mitglied der Leopoldina gewählt.
Credner verheiratete sich am 15. April 1933 in Hamburg mit Dr. phil. Hedwig Lewek (* 30. März 1902 in Hamburg; † 26. Oktober 1952 in München), die Tochter des Hamburger Arztes Dr. med. Theodor Lewek (* 18. Februar 1864 in Hamburg;) und dessen Frau Helene Haartje (* 10. November 1867 in Ütersen;).

## Wirken
Credner brachte die Wirtschaftsgeographie weiter, indem er an Stelle einer Welthandelslehre die Struktur und Entwicklung der Wirtschaftslandschaft und ihrer geographisch verschiedenen Typen in den Vordergrund rückte.

## Werke
- Probleme der Landnutzung auf den Grossen Antillen
- Tropen: Rohstoffräume der Erde
- Wirtschaftsgeographische Eindrücke einer Weltreise
- Landschaft und Wirtschaft in Schweden
- Siam
- Die Eisenerzgrundlagen der Vereinigten Staaten von Amerika. Quelle & Meyer, Heidelberg, 1943 (Digitalisat).
- Natur- und Kulturraumkräfte in der Agrarlandschaft der USA. Quelle & Meyer, Heidelberg, 1943 (Digitalisat).
- Völkerschichtung und Völkerbewegungen im mittleren Hinterindien. Geographisches Institut 1935 (Digitalisat).